# Tidenkalender
Im  Tidenkalender oder auch Gezeitenkalender findet man Hoch- und Niedrigwasserwerte für bestimmte Orte und Zeitpunkte.
Die Hoch- und Niedrigwasserwerte sind veränderlich in Höhe und Zeitpunkt, so dass die Tidenkalender nur für einen bestimmten Zeitraum – meist ein Jahr – gelten. Die Tidenkalender oder Gezeitenkalender werden über diverse Vertriebskanäle veröffentlicht (u. a. Buchhandel, Fachverlage für nautische Literatur).
Die Angaben erfolgen häufig in Tabellenform, in der nur die Orte und Zeitpunkte angegeben werden. Dies ist z. B. für Freizeitskipper oft ausreichend genau. Das Bundesamt für Seeschifffahrt und Hydrographie (BSH) stellt für bestimmte Orte auch online aktuelle Informationen bereit.